# Диксон (Вайоминг)
Диксон (англ. Dixon, Wyoming) — город, расположенный в округе Карбон (штат Вайоминг, США) с населением в 79 человек по статистическим данным переписи 2000 года.

## География
По данным Бюро переписи населения США город Диксон имеет общую площадь в 0,26 квадратных километров, водных ресурсов в черте населённого пункта не имеется.
Город Диксон расположен на высоте 1937 метров над уровнем моря.

## Демография
По данным переписи населения 2000 года в Диксоне проживало 79 человек, 23 семьи, насчитывалось 41 домашнее хозяйство и 67 жилых домов. Средняя плотность населения составляла около 226 человек на один квадратный километр. Расовый состав Диксона по данным переписи распределился следующим образом: 96,20 % белых, 3,80 % — коренных американцев. Испаноговорящие составили 1,27 % от всех жителей города.
Из 41 домашних хозяйств в 19,5 % — воспитывали детей в возрасте до 18 лет, 51,2 % представляли собой совместно проживающие супружеские пары, в 2,4 % семей женщины проживали без мужей, 43,9 % не имели семей. 39,0 % от общего числа семей на момент переписи жили самостоятельно, при этом 14,6 % составили одинокие пожилые люди в возрасте 65 лет и старше. Средний размер домашнего хозяйства составил 1,93 человек, а средний размер семьи — 2,57 человек.
Население города по возрастному диапазону по данным переписи 2000 года распределилось следующим образом: 15,2 % — жители младше 18 лет, 6,3 % — между 18 и 24 годами, 29,1 % — от 25 до 44 лет, 30,4 % — от 45 до 64 лет и 19,0 % — в возрасте 65 лет и старше. Средний возраст жителей составил 45 лет. На каждые 100 женщин в Диксоне приходилось 102,6 мужчин, при этом на каждые сто женщин 18 лет и старше приходилось 139,3 мужчин также старше 18 лет.
Средний доход на одно домашнее хозяйство в городе составил 23 750 долларов США, а средний доход на одну семью — 37 500 долларов. При этом мужчины имели средний доход в 35 417 долларов США в год против 16 250 долларов среднегодового дохода у женщин. Доход на душу населения в городе составил 15 950 долларов в год. Все семьи Диксон имели доход, превышающий уровень бедности, 8,0 % от всей численности населения находилось на момент переписи населения за чертой бедности.